# 查爾斯·英格拉姆
查爾斯·威廉·英格拉姆（英語：Charles William Ingram；1963年8月6日—）是一名前英國陸軍少校，在2001年參加英國電視節目百萬富翁贏得一百萬鎊獎金而成名。但後來發現他透過作弊才贏得獎金，其得獎支票被取消及被捕。

## 早年
查爾斯·英格拉姆生於1963年8月6日，父約翰·英格拉姆為英國皇家空軍中校，曾在第二次世界大戰時所乘坐的威靈頓轟炸機被擊落並成為戰俘，而另外兩名機員則遇害。
他在金士頓大學修讀土木工程取得科學學位後，在1987年加入英國皇家工兵部隊，在1990年晉升至上尉，1996年晉升至少校。1999年他調派至波斯尼亞巴尼亚卢卡執行維和任務，為期六個月。2000年他取得克蘭菲爾德大學碩士學位，修讀企業管理。2003年8月20日，他被要求辭去軍中職務並放棄少校軍銜。

## 百萬富翁
2001年9月，英格拉姆參加英國電視節目百萬富翁，之前他妻子及姐夫均參加此節目並贏得32,000鎊。英格拉姆在節目中出線後，第一天答對至4,000的問題，並用了兩個錦囊，此時製作小組認為他在節目的壽命無多。第二天回到節目後，英格拉姆出奇地答對所有問題並贏得一百萬鎊獎金。
由於製作小組對他贏得一百萬鎊獎金的過程起疑，於是立即展開調查。他們發現第二天的節目中，英格拉姆採用自問自答的方式進行作弊，每題目的4個答案讀出來，每當他讀到正確答案時，背後就有咳嗽聲，而發出咳嗽聲的人包括他妻子及一名候選參賽者特克温·惠特克（Tecwen Whittock）。製作小組於是取消了他的一百萬鎊支票，並交給警方處理。
2003年4月7日，法院判決三人大部份控罪均成立，英格拉姆夫妻和惠特克判監，缓刑兩年，並罰款給節目製作小組，英格拉姆另需支付法庭費用，連同罰款共需支付11.5萬鎊。同年年底，英格拉姆並被指控一宗保險詐騙案，聲稱其家遭到入屋行劫而騙取保險賠償。

## 流行文化
2015年1日，一本名為《Bad Show: The Quiz, The Cough, The Millionaire Major》的書出版，介紹此騙案。
2017年，名為《Quiz》的舞台劇重演這騙案。2019年，這騙案改編為名為Quiz的電視節目上演，分為三集，由馬修·麥費狄恩飾查爾斯·英格拉姆。